# アルノー・ジュム
アルノー・スチュイン＝ジュム（Arnaud Sutchuin-Djoum 、1989年5月2日 - ）は、カメルーン・ヤウンデ出身のプロサッカー選手。カメルーン代表。ポジションは、ミッドフィールダー。

## 経歴

### クラブ
RWDMブリュッセルFCの下部組織で育成され、2006-07シーズンにトップチームデビュー。12試合に出場し1ゴールを挙げた。その後RSCアンデルレヒトに移籍したが、出場機会を得られなかった。2009年1月、ローダJCに移籍。
2015年初旬にレフ・ポズナンを退団してから半年ほど無所属の状態が続いたが、9月にハート・オブ・ミドロシアンFCと契約した。
2019年7月、サウジアラビアのアル・ラーイドへ移籍。

### 代表
ベルギーの年代別代表歴があるが、A代表はカメルーンを選択した。アフリカネイションズカップ2017予選・ガンビア戦で初キャップ。

## タイトル

### 代表
- アフリカネイションズカップ: 1回: 2017[3]